# Jacques Jubé
Vous lisez un « article de qualité » labellisé en 2009.
Pour les articles homonymes, voir Jubé (homonymie).

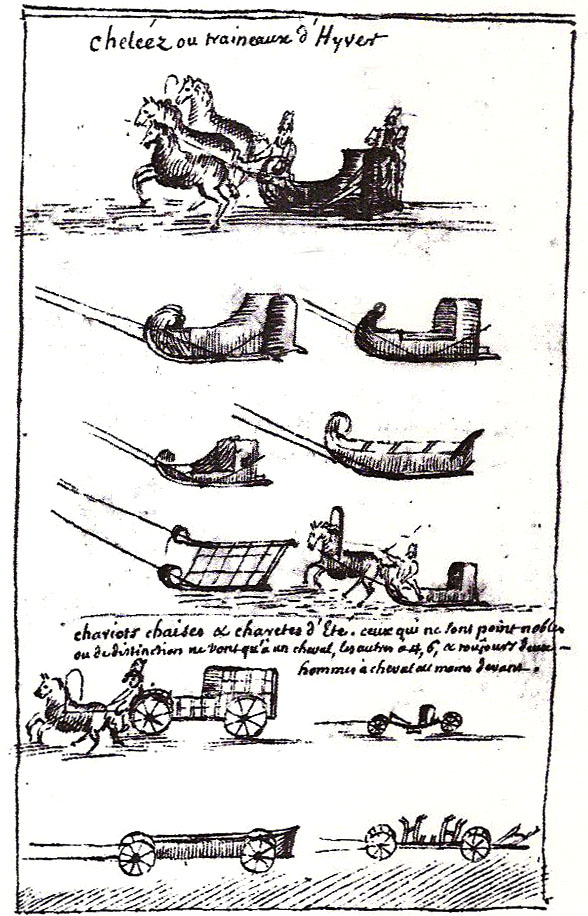
Les traîneaux. Dessin à la plume de Jacques Jubé extrait de La religion, les mœurs, et les usages des moskovites.

Jacques Jubé, parfois appelé Jubé de la Cour, né le 26 mars 1674 à Vanves et mort le 19 décembre 1745 à Paris, est un prêtre janséniste et appelant français. Il s'est fait connaître dans sa jeunesse, sous la Régence, par ses réformes liturgiques dans la paroisse d'Asnières et son activité de polémiste. Il a vécu en exil la seconde moitié de son existence, principalement aux Pays-Bas où il a publié l'essentiel de son œuvre. Mais ce sont surtout les trois années qu'il a passées en Russie sous les règnes de Pierre II et d'Anne Ire, qui ont attiré l'attention de ses contemporains et celle de son principal biographe, l'historien Michel Mervaud. Jubé a résidé à Moscou en qualité de chapelain de la princesse Irina Dolgorouki, nouvellement convertie au catholicisme, et de précepteur de ses enfants. Il avait à cœur de rapprocher l'Église russe orthodoxe et l'Église catholique romaine. Le décès prématuré du jeune tsar Pierre II a mis un terme brutal à ses projets. Expulsé en 1732 par la tsarine Anne, il a ramené de Russie de nombreux souvenirs qu'il a consignés par écrit dans un ouvrage intitulé : La religion, les mœurs, et les usages des moscovites (cf. bibliographie). Cet ouvrage est l'un des rares documents de l'époque décrivant avec précision les mœurs et la vie quotidienne en Russie et se distingue par ses nombreuses illustrations à la plume de la main de Jubé.

## Les années de formation

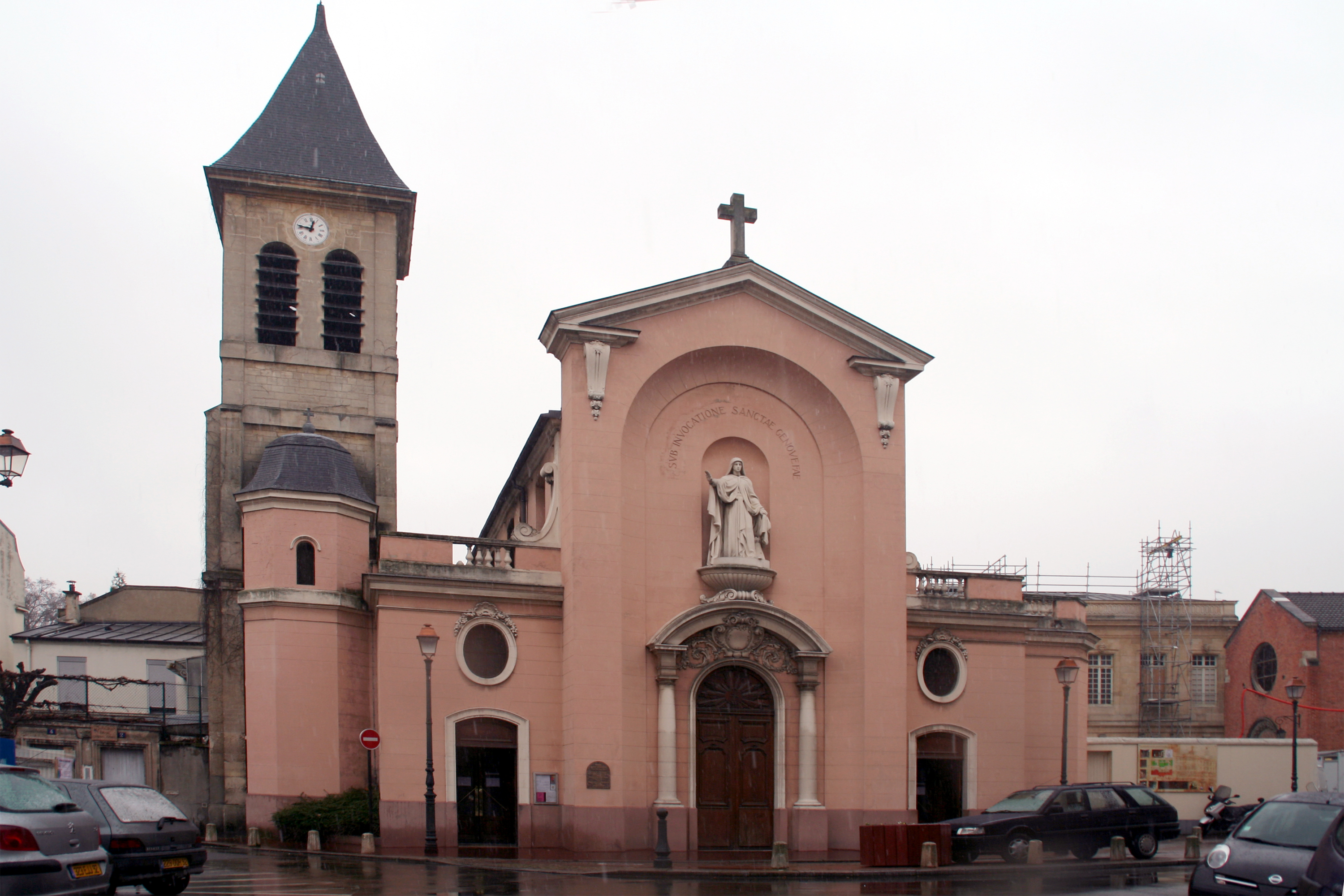
Église Sainte-Geneviève d'Asnières

Jacques Jubé est né à Vanves le 26 mars 1674. Il est issu d'une famille modeste : son père est laboureur, puis blanchisseur et ensuite employé du sieur de Montargis, seigneur de Vanves. Il commence ses études chez les Jésuites et les poursuit au collège d'Harcourt, alors fortement influencé par le jansénisme. Grâce au soutien financier de la famille de Lamoignon, il entre au séminaire Saint-Magloire où enseignent de grandes figures du jansénisme comme Boursier et Duguet. Jubé se lie d'amitié avec son condisciple Corneille Jean Barchmann Wuytiers (1693-1733), futur évêque vieux-catholique d'Utrecht. En plus de ses études théologiques au séminaire, il suit les cours du Collège de France où il assimile plusieurs langues étrangères, notamment l'hébreu, le syriaque et l'arabe.
Il est ordonné prêtre en 1696 sans obtenir immédiatement de cure et se met pour deux ans au service de la famille de Lamoignon qui avait financé ses études. Il se voit attribuer la paroisse de Vaugrigneuse en 1698, puis celle d'Asnières en 1701.

## Le polémiste janséniste
Il entre progressivement dans la querelle janséniste et acquiert rapidement une réputation de polémiste virulent. Il publie notamment en 1703 un ouvrage clandestin, Pour ou contre Jansenius touchant les matières de la grâce, qui est saisi et détruit par la police. En 1716 et 1717, alors que la publication de la Bulle Unigenitus inquiète les jansénistes et une partie du clergé gallican, il parcourt le diocèse de Paris afin de recueillir des signatures de prêtres contre la bulle : les 84 signatures qu'il obtient sont confiées par ses soins au greffe de l'officialité métropolitaine. Ayant adressé à 270 curés des environs de Paris une lettre les invitant à protester, il va lui-même chercher les réponses, à pied et par tous les temps. Il donne également des conférences critiquant la bulle. À cette époque, la protection du cardinal de Noailles le met à l'abri des poursuites,.

## Le «rite d'Asnières»

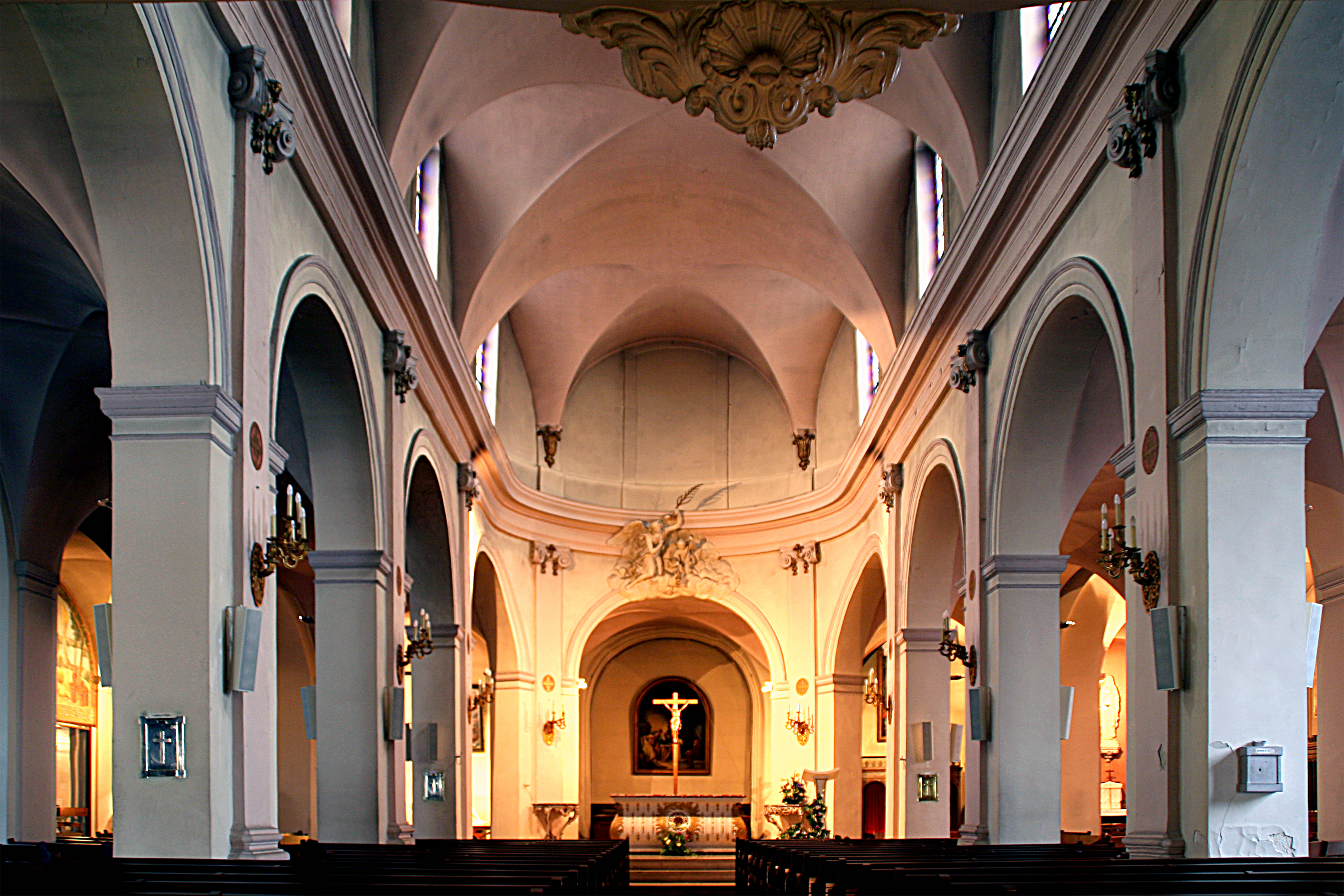
Nef de l'église Sainte-Geneviève d'Asnières.

Durant les trois années qu'il passe comme curé de Vaugrigneuse, Jubé prend le temps d'approfondir les Écritures et les Pères de l'Église. Comme beaucoup d'autres prêtres jansénistes, il s'intéresse aux premiers temps de l'Église.
Lorsqu'il prend ses fonctions à Asnières, Jacques Jubé entreprend de modifier la liturgie d'après sa connaissance de l'Église primitive. Tout d'abord, par souci de simplicité et pour ne pas détourner les fidèles, il profite de la reconstruction de l'église paroissiale de Sainte Geneviève pour supprimer boiseries et tableaux qu'il remplace par des gravures représentant des scènes de la Bible. Il place à disposition du public, dans les bas-côtés de l'église, la Vie des Saints de Baillet et une version française de la Bible par Lemaistre de Sacy, ce qui contrevient de manière flagrante aux dispositions de la Bulle Unigenitus. Enfin, il installe un autel dont la forme rappelle celle d'un tombeau. L'autel est recouvert d'une simple nappe à l'occasion de la messe.

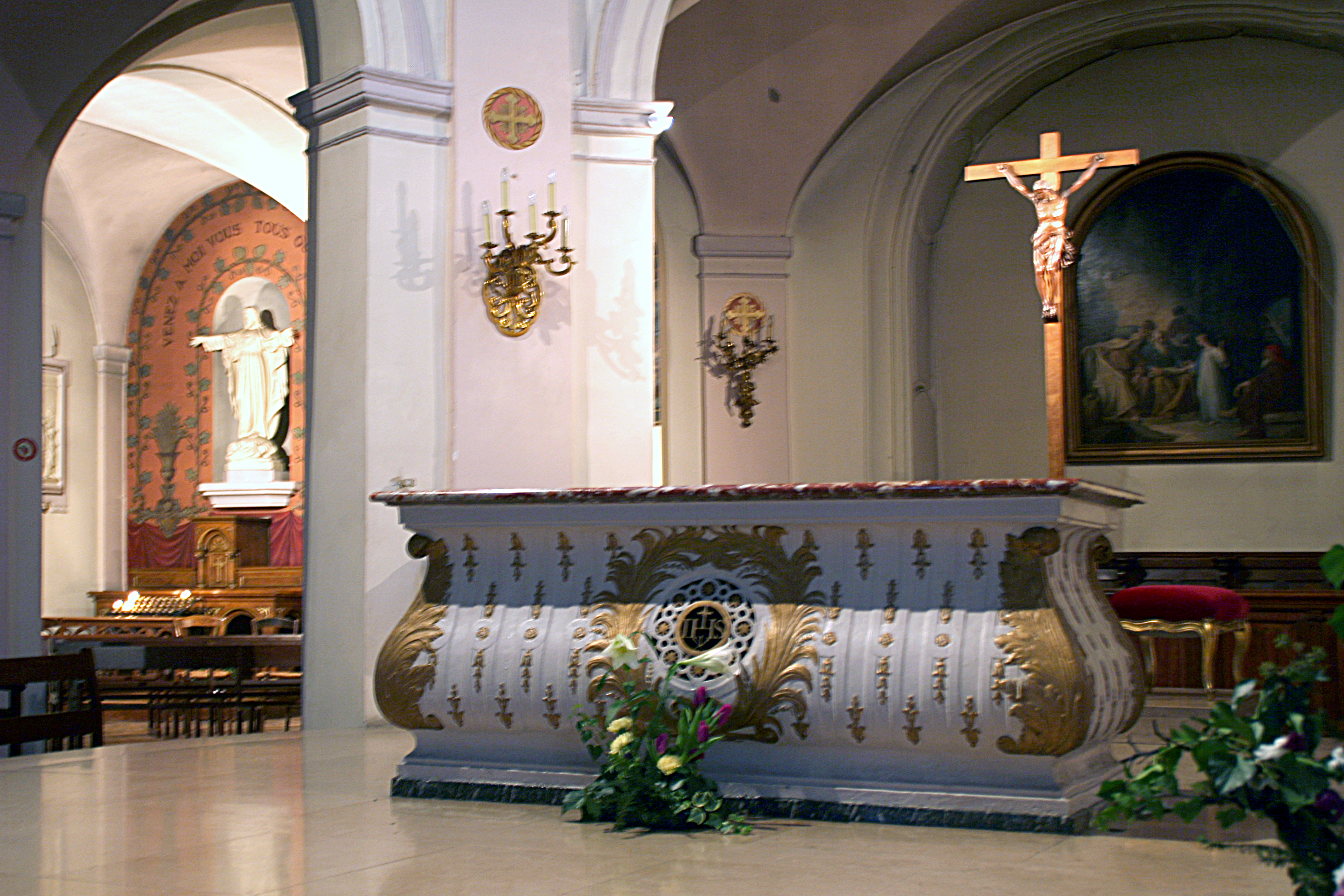
Autel de l'église Sainte-Geneviève d'Asnières

Ayant lu les travaux de recherches de la fin du XVIIe siècle sur les liturgies chrétiennes originelles, notamment ceux des Mauristes, il applique à ses paroissiens la pratique pénitentielle de l'Église primitive. C'est ainsi que les femmes « légères » sont exclues de l'église jusqu'à leur pénitence, quel que soit leur rang. Il interdit par exemple l'entrée dans l'église d'Asnières à une maîtresse du Régent Philippe d'Orléans, sans rencontrer d'objections de la part ce dernier, qui, favorable aux jansénistes, lui accorde sa protection tacite.
Il instaure ce qu'on appelle plus tard la « liturgie d'Asnières », dans laquelle les fidèles ont un rôle plus important : ils récitent seuls le Gloria, le Credo et le Sanctus et approuvent les prières du Canon et de la Secrète en répondant « amen ». Edmond Préclin affirme que dans ces réformes, Jubé ne se contente pas de revenir à des pratiques anciennes mais applique aussi certaines idées richéristes alors en plein développement.
Toutes ces initiatives lui attirent l'hostilité d'une grande partie du clergé. D'un côté, il est accusé d'accorder trop de place à l'assistance, et de se comporter en prélat puisqu'il fixe lui-même le rite de sa paroisse. De l'autre, on juge qu'il se pose en simple délégué des fidèles, faisant de ceux-ci de véritables prêtres par le rôle qu'il leur donne dans la célébration de la messe.
Jubé reçoit peu de véritable soutien à ses innovations. En 1724, paraît un pamphlet anonyme, Réflexions sur la nouvelle liturgie d'Asnières. Reproche y est fait aux « messieurs d'Asnières » de confondre le prêtre et l'évêque, et le peuple avec le prêtre. On les accuse de s'unir aux protestants, d'être des républicains et des anarchistes, de troubler l'ordre public. En réponse à ces attaques, le chanoine Grancolas fait paraître un article intitulé Observations sur l'examen du cérémonial d'Asnières, où il souligne l'« antiquité » de ses pratiques, et donc leur légitimité.

## Le séjour en Italie et le premier exil aux Pays-Bas
À la mort du Régent Philippe d'Orléans en 1723, le danger se rapproche pour son ancien protégé. Dès l'année suivante, une lettre de cachet est délivrée pour l'envoyer à la Bastille mais Jubé, au lieu de se rendre à la convocation du lieutenant de police, choisit la clandestinité. L'évêque de Montpellier, Colbert de Croissy, favorable aux appelants, l'aide à fuir en Italie où il séjourne deux ans, à Rome et à Naples, sous le pseudonyme d’abbé de la Cour. Après un bref retour en France en 1725, il s'établit finalement aux Pays-Bas, dans la ville d'Utrecht où son ami Barchmann est entre-temps devenu évêque.
Le diocèse d'Utrecht vit alors les débuts de l'Église vieille-catholique. Ses évêques ne sont plus reconnus par Rome et refusent d'appliquer la bulle Unigenitus. Jubé se sent donc en sécurité dans cette ville et y fait la rencontre de la princesse Irina Dolgoroukaïa (1700-1751), fille du prince Piotr Alekseïevitch Golitsyne (1662-1721) et épouse de Sergueï Petrovitch Dolgoroukov  (1696-1761), alors ambassadeur de Russie auprès des Provinces-Unies. Durant les années 1720, la princesse de confession orthodoxe se tourne progressivement vers la religion catholique. Jubé et Barchmann participent activement à sa conversion et à celle de ses enfants qui a lieu en 1727. Quand vient pour Irina le moment de rentrer en Russie, la question se pose de l'avenir spirituel des nouveaux convertis. C'est pourquoi on propose à Jubé d'accompagner les Dolgoroukov en Russie pour y assurer l'éducation scolaire et spirituelle des enfants et servir de chapelain à la princesse. Il se voit de plus confier par Laurent-François Boursier, représentant de la Sorbonne, la mission de rétablir avec l'Église russe des contacts en vue d'une réunion des Églises catholique et orthodoxe. Une première tentative dans ce sens, à laquelle les évêques russes n'avaient pas donné suite, avait eu lieu auparavant en 1717 lors de la visite en France du tsar Pierre Ier.
L'évêque Barchmann donne à Jubé une mission pastorale ambitieuse : « soit pour toute l'étendue de l'Empire de Russie, soit pour tous les autres lieux, où il ne trouvera aucun catholique romain, revêtu de la puissance épiscopale ou ordinaire (...) non seulement qu'il puisse y exercer les fonctions sacerdotales et pastorales à l'égard de tout catholique qui se trouvera n'avoir point de pasteur, et de toutes les autres âmes qu'il pourra gagner à Dieu et à notre Sainte religion ; mais qu'avec tout le pouvoir des ordinaires des lieux, autant que nous (Barchman) pouvons le lui accorder et qu'il pourra en avoir besoin, il ait la liberté d'absoudre, de dispenser, de bénir, de consacrer selon le rit [sic] de l'Église catholique romaine, d'approuver les prêtres, de les envoyer, de les révoquer ; d'établir des pasteurs partout où il sera nécessaire et enfin de faire toutes autres fonctions ecclésiastiques ». Jacques Jubé doit faire tout ce qui est en son pouvoir pour installer l'Église catholique en Russie.
Jacques Jubé est donc prêt, en 1728, à partir pour la Russie avec une triple mission :
- servir de chapelain et de précepteur dans la famille Dolgoroukov ;
- reprendre des négociations religieuses majeures et interrompues depuis dix ans, mais en toute discrétion ;
- faire œuvre prosélyte et missionnaire à Moscou et ailleurs.

## Le séjour en Russie

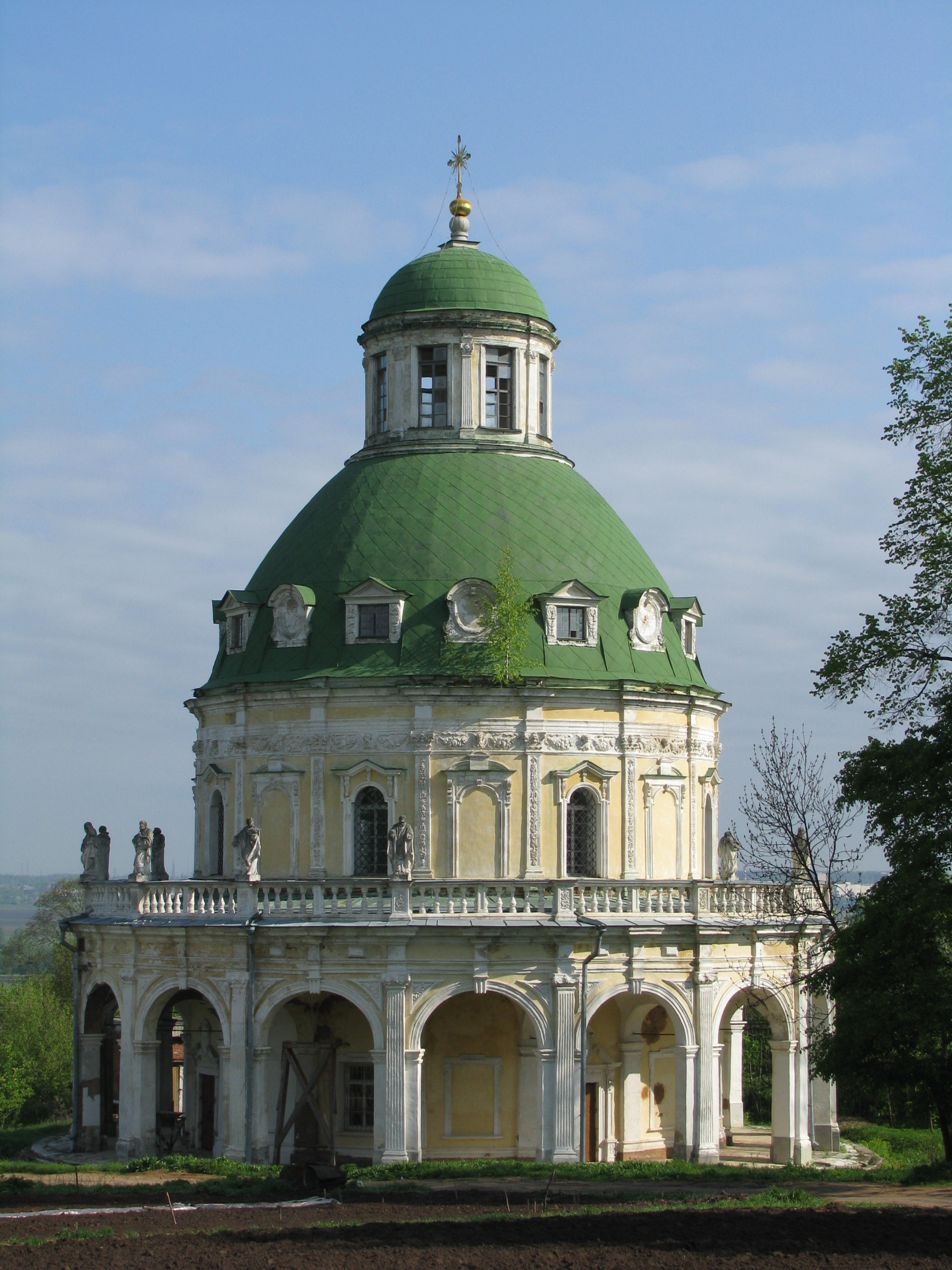
Une église du manoir de la famille Dolgoroukov à Podmoklovo (1714-1722).

Jacques Jubé, Irina Dolgoroukaïa et les enfants de cette dernière quittent les Pays-Bas le 20 octobre 1728 et entament un pénible voyage vers la Russie. Leur itinéraire passe par Berlin, Dantzig, Königsberg et Riga qu'ils atteignent fin novembre. Ce n'est qu'un mois plus tard, le 30 décembre, qu'ils parviennent enfin à Moscou.
Moscou est alors une ville où l'influence française est encore faible en comparaison de l'allemande. Les rares résidents français sont des réfugiés protestants arrivés après la révocation de l'édit de Nantes et quelques savants comme l'astronome Joseph-Nicolas Delisle ou le mathématicien Daniel Bernoulli. Si la langue française  commence à être parlée par la haute société russe, la gallomanie, caractéristique de la fin du XVIIIe siècle, n'a pas encore fait son apparition.
Pour accomplir sa mission, Jacques Jubé peut compter sur un certain engouement pour le catholicisme dans la frange intellectuelle de l'aristocratie. Chez certains princes, comme ceux des familles Golytsine, Dolgoroukov ou Kourakine, le catholicisme présente un certain attrait intellectuel, d'abord en tant qu'émanation de l'Occident (d'une certaine manière il est annonciateur des Lumières), mais aussi pour des raisons politiques et ecclésiologiques propres à la Russie.

### Le contexte politique et religieux
Depuis la fin du XVIe siècle, la vie politique et religieuse russe est en profonde mutation. Avec la création du patriarcat de Moscou en 1589, l'Église russe occupe enfin la place importante qu'elle espérait. Au XVIIe siècle, la théorie de la « Troisième Rome », qui fait de Moscou l'égale de Constantinople et de la Rome antique s'impose au sein de l'Église comme au pouvoir politique : c'est ainsi que le régime autocratique des tsars se met en place progressivement. Les réformes du patriarche Nikon, établissant la primauté du spirituel sur le temporel et le schisme du Raskol ébranlent le pays sans remettre en cause l'idée de troisième Rome.
Mais par la suite Pierre Ier, sans doute marqué par les actes autoritaires de Nikon dans sa jeunesse, entre en confrontation avec l'Église orthodoxe. C'est ainsi qu'il interdit la tenue des élections patriarcales à partir de la mort du patriarche Adrien en 1700. En 1721, après une longue réflexion, il publie son Règlement spirituel, composé avec l'archevêque de Pskov, Théophane Prokopovitch. Ce règlement supprime officiellement le patriarcat et met en place un principe de collégialité, le saint-synode, composé d'évêques et de quelques prêtres. Ce synode permanent est en pratique dirigé par un procureur laïc nommé par l'empereur et qui assiste à toutes les réunions. Les évêques russes finissent par accepter ce nouveau mode de gouvernement ecclésiastique, non sans certaines réticences.
Le fonctionnement nouveau de l'Église russe s'inspire de celui des régimes ecclésiastiques des États protestants : le prince n'est pas formellement le « chef » de l'Église, mais celle-ci est cependant soumise à l'État. Pierre Ier, lors de son voyage à Paris en 1717, avait assimilé les idées gallicanes auprès des docteurs de la Sorbonne. [Théophane Prokopovitch, qui rédigea avec lui le Règlement spirituel, est quant à lui fréquemment accusé d'avoir été favorable au protestantisme.

### Les projets entrepris sous Pierre II

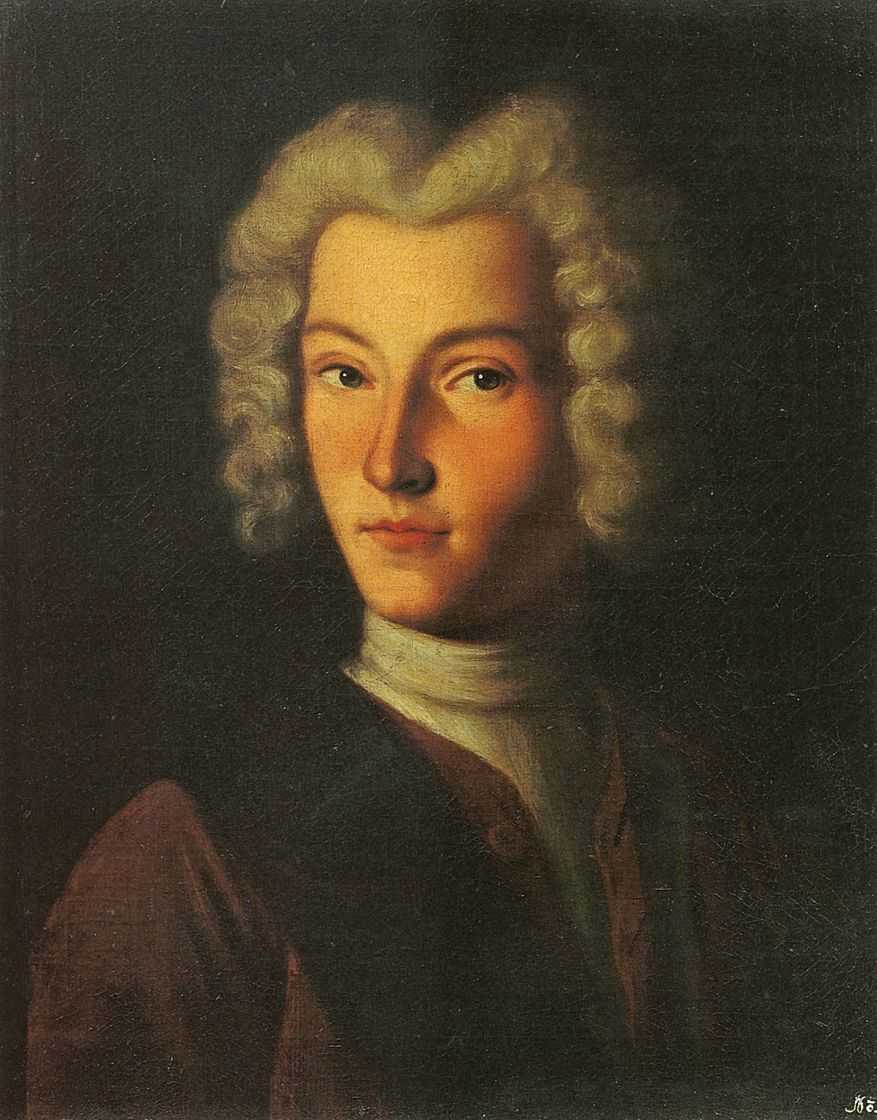
Pierre II (1715-1730), Empereur de Russie de 1727 à 1730 par G.D. Moltchanov (1726-1786). Galerie Tretiakov, Moscou.

Au moment où Jubé s'établit à Moscou, en janvier 1729, le jeune tsar Pierre II et plusieurs membres de son entourage sont favorables au catholicisme et aux occidentaux. Un petit cercle d'aristocrates de la Cour s'intéresse de près à l'organisation interne de l'Église catholique. Ces personnages influents appartiennent pour la plupart aux familles Dolgoroukov et Golytsine. Le jeune poète Vasily Trediakovski, le prince Antioche Cantemir et le diplomate Boris Aleksandrovitch Kourakine complètent ce groupe au sein duquel Jubé entretient d'excellentes relations et sur lequel il s'appuie au début de son séjour en Russie pour établir son influence.
Jubé entreprend une œuvre de prosélytisme, notamment auprès du jeune prince Cantemir et les autres membres du groupe l'aident à traduire en russe les quelque 400 ouvrages de piété qu'il a emportés avec lui pour les distribuer. Cantemir et le diplomate Vesniakov traduisent des œuvres dévotes comme le catéchisme de Fleury, réputé « janséniste », ou des écrits de Bossuet. Le catéchisme de Fleury représente un moyen de s'opposer à Fefoan Prokopovitch dans sa lutte contre le clergé traditionnel russe. Jubé compose donc pour le catéchisme une introduction que Vesniakov traduit et ajoute au début de l'œuvre, afin de l'insérer dans le contexte russe.
Jubé adopte d'abord une attitude conciliante et évite les controverses pour travailler à une réunion pacifique des Églises. Il rédige un Mémoire pour travailler à la réunion des Grecs à l'Église latine dans lequel il explique sa « méthode douce » : 
« Il ne faut pas combattre de front les points qu'ils nous contestent ; mais il faut tâcher de leur persuader que nous sommes d'accord avec eux. Leur mal n'est pas l'hérésie, mais le schisme. Ils pêchent moins par un égarement d'esprit que par l'amertume du cœur. Or, c'est cette disposition d'aigreur et d'inimitié qu'il faut tâcher de détruire par tous les ménagements de la charité chrétienne. »
C'est ainsi qu'il réussit à intéresser plusieurs dignitaires de l'Église russe, notamment les archevêques de Tver, Kiev et Kazan, ainsi qu'Eleuthère Coletti, archimandrite du monastère du Sauveur des environs de Moscou.
Il se lie aussi avec le duc de Liria, ambassadeur d'Espagne en Russie, qui a les bonnes grâces de Pierre II.

Le duc de Liria, au service de la reine d'Espagne, a pour mission de sceller des alliances dans le Nord de l'Europe pour faire barrage aux Anglais. Il protège Jacques Jubé, allant jusqu'à signer un billet qui falsifie la véritable nature de la mission de Jubé et lui apporte une sorte d'immunité diplomatique  : 

« Je soussigné, certifie que M. Jacques Jubé de la Cour est mon aumônier et mon confesseur, et que c'est pour cette fin que je l'ai fait venir dans ce pays ; et que M. le prince Serguier [sic] Dolgorouki désirant d'avoir ledit sieur Jubé de la Cour auprès de lui pour avoir soin de l'éducation de ses enfants, j'ai permis au sieur de vivre chez le prince. En vertu de quoi, je lui donne le présent certificat signé et écrit de ma main et scellé du sceau de mes armes. »

À l'ambassade d'Espagne, Jubé entretient de bonnes relations avec un père capucin, Bernard Ribera, malgré l'aversion de ce dernier pour le gallicanisme. Mais sur le territoire russe Jubé a peu de contacts avec les catholiques étrangers : ceux-ci fréquentent en effet l'ancienne paroisse jésuite administrée par les capucins qui interdisent à Jubé d'y faire des conférences.
Pendant son séjour à Moscou, Jubé demande fréquemment à ses amis de France ou des Pays-Bas de lui faire parvenir des livres qu'il distribue et fait traduire par ses amis russes. Il reçoit des visites de Russes venant lui poser des questions religieuses. Mais il a conscience des risques que comporte sa situation, et il s'en ouvre à son ami Barchmann dès juin 1729.
Jacques Jubé souhaite rapprocher catholiques et orthodoxes par des projets éducatifs : en soumettant les jeunes orthodoxes aux principes de l'enseignement catholique, il pense les rendre insensiblement plus proches de cette religion.
Il songe d'abord à ouvrir une pension avec des maîtres français : « où, sous prétexte de français qu'on enseignerait parfaitement, on aurait des jeunes par centaines à qui on pourrait donner une éducation chrétienne et former de bons sujets ».
Son projet le plus ambitieux est de créer une sorte de circuit d'études pour les étudiants du Collège de Moscou : ceux-ci recevraient leur première formation à Moscou, puis à l'Académie de Kiev où l'archevêque est plutôt favorable à la réunion des Églises et où l'influence catholique est grande et enfin à la Sorbonne, alors majoritairement janséniste. Il pense pouvoir réaliser ce projet grâce au soutien financier d'un grand personnage de la Cour, mais la mort prématurée de Pierre II en 1730 l'en empêche.

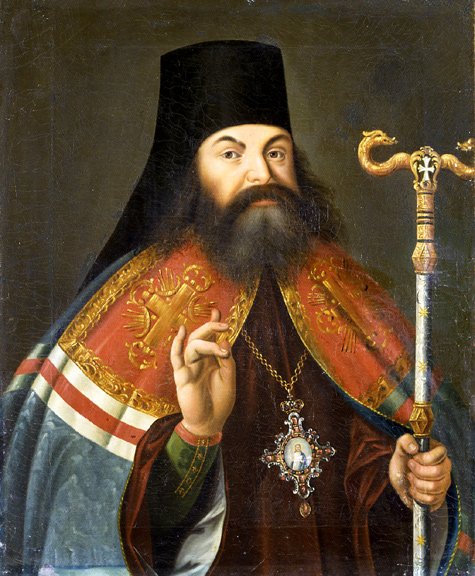
Théophane Prokopovitch (1681-1736), archevêque de Novgorod.

Si Jubé fréquente la haute société, il ne néglige pas pour autant le clergé russe, qu'il étudie notamment à la lumière des études françaises qui lui sont consacrées. Il rédige deux mémoires, l'un intitulé La Hiérarchie et les livres ecclésiastiques de Moscovie, l'autre Mémoire pour travailler à la réunion des Grecs à l'Église latine. Sa fréquentation des prêtres russes l'amène graduellement à minimiser les divergences entre Grecs et Latins, comme le fait aussi le père Ribera. En soutenant l'archevêque de Riazan Stefan Javorski, favorable aux catholiques, Jubé et Ribera s'opposent à Théophane Prokopovitch, qui lui penche du côté des Réformés.
Avec le duc de Liria, Jubé et Ribera élaborent un plan visant à rétablir le patriarcat de Moscou et rédigent un mémoire (dont le texte a été perdu) donnant au patriarche des pouvoirs limités. Pour occuper la fonction de patriarche, Jubé songe au neveu de Vassili Dolgorouki, Jacques Dolgorouki, un ancien élève des Jésuites alors âgé d'une trentaine d'années. Vassili Dolgorouki s'enthousiasme pour le projet bien que le duc de Liria et la princesse Irina Dolgorouki se montrent réticents envers son neveu. Pour Vassili Dolgorouki, cette solution serait un pas décisif dans le projet de réunion des Églises et ne pourrait qu'être avantageuse pour le Tsar : ce dernier pourrait alors espérer se faire reconnaître empereur d'Orient.
Jubé tente de convaincre à l'idée d'union les quelques dignitaires orthodoxes qui lui sont accessibles en prenant comme exemple les relations entre Rome et la France gallicane. Il enjolive la situation de l'Église de France, la présentant comme unanimement gallicane et disant qu'elle « sait résister fortement à la Cour de Rome lorsqu'elle entreprend d'y donner atteinte », mais cela ne suffit pas à convaincre les évêques qui craignent la toute-puissance du pape.

### Les déconvenues sous AnneIre

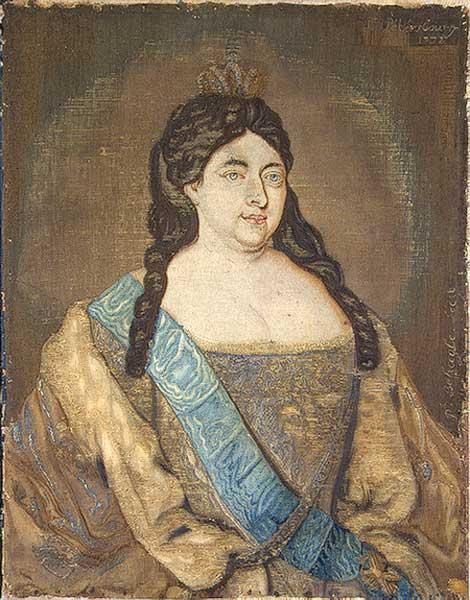
Anna Ivanovna (1693-1740), tsarine de Russie de 1730 à 1740. Musée de l'Ermitage, Saint-Pétersbourg.

L'année 1730 marque le début des déboires de Jubé en Russie. Le 30 janvier le jeune tsar Pierre II, âgé seulement de 14 ans, meurt de la petite vérole. C'est Anna, duchesse de Courlande et fille du tsar Ivan V, qui monte sur le trône. Malgré la volonté du Haut conseil secret de limiter ses pouvoirs et de créer un régime constitutionnel, elle conserve son pouvoir autocratique, soutenue par une partie de la noblesse qui craint le retour des boyards. Le règne d'Anna Ivanovna commence alors, décrit par tous les historiens comme un long règlement de comptes avec la haute aristocratie qui s'oppose — du moins le croit-elle — à son pouvoir absolu. Ses premières victimes sont les familles Golytsine et Dolgoroukov, qui sont envoyées en exil.
La nouvelle tsarine s'entoure d'Allemands et la mode germanique supplante l'attrait pour la France et le monde catholique qui prévalait sous Pierre II. Anne Ire inaugure une politique particulièrement hostile à la France.
Sur le plan religieux, l'influence allemande est néfaste à la fois aux orthodoxes et aux catholiques. Le favori de la tsarine, le prince Bühren, est calviniste et méprise le clergé russe, qui est persécuté. Les catholiques étrangers se voient garantir la liberté de culte, mais à cause de l'influence de Prokopovitch, « toute propagande devient suspecte et passible de peines sévères ».
Jacques Jubé, privé par la nouvelle orientation politique de ses appuis russes et conscient du danger qu'il court, cesse dès mars 1730 de recevoir des lettres de l'étranger et renonce à faire venir son neveu en Russie. Dans des lettres qu'il écrit en langage codé à ses amis, il fait part de ses inquiétudes : « La fourrure (l'impératrice) dit que le boulevard (la religion catholique) est diabolique, que la pelisse (la princesse Irina Dolgorouki) reçoit souvent apparemment des lettres de Madame Isora (la princesse d'Auvergne) ».
En novembre 1730, le duc de Liria est nommé ministre plénipotentiaire à Vienne et quitte la Russie. Jubé perd alors non seulement un protecteur, mais aussi un ami et un soutien dans son entreprise. Le père Ribera accompagne le duc de Liria et Jacques Jubé se retrouve isolé, autant humainement qu'intellectuellement, puisque le duc de Liria lui fournissait les journaux occidentaux lui permettant de rester au courant de la vie en Europe occidentale. Cependant, il ne cesse pas immédiatement son action et continue, dans un premier temps, de distribuer des livres et d'œuvrer pour la réunion des Églises. Les négociations avec les évêques russes semblent avoir été importantes en 1730 mais il est difficile de savoir jusqu'à quel point l'Église russe était prête à une union car les sources les plus prolixes sur le sujet sont les lettres de Jubé et non les archives cléricales russes. Or Jubé, dans ses lettres, a tendance à enjoliver la situation et à présenter comme une position générale de l'Église russe ce qui n'est peut-être qu'une volonté isolée de quelques membres du haut clergé. Ainsi, lorsqu'il écrit en novembre 1730 : « L'Église de Russie approuve votre casus positio, quoique la pratique du pays soit contraire. C'est ce qui m'a été répondu par l'un des plus habiles du synode, à qui j'ai laissé le casus positio » en parlant d'un projet d'union proposé par les docteurs jansénistes de la Sorbonne, l'historien Michel Mervaud se demande si Jacques Jubé ne va pas « un peu vite en besogne ».
Au cours de l'année 1731, les menaces contre Jacques Jubé se précisent : sa présence en Russie dérange le pouvoir de même que sa volonté toujours réaffirmée de réunir Grecs et Latins. En juin 1731, il manque d'être arrêté en même temps que l'archevêque de Kazan. Deux mois plus tard, il reçoit l'ordre de l'impératrice de quitter la maison des Dolgorouki et la Russie. Très affecté, il obtient cependant que son départ soit différé de trois mois afin de pouvoir voyager en traîneau. Jubé met à profit ce délai pour tenter de se mettre sous la protection d'un diplomate étranger, car trouver refuge dans une légation serait pour lui un moyen de rester en Russie. Mais il ne trouve d'appui qu'auprès du consul de France Villardeau qui le met en garde contre le risque mortel qu'il courrait s'il venait à être découvert par Prokopovitch.
Face à ces dangers, Jubé doit enfin se résoudre à quitter la Russie, mais sans passeport pour ne pas avoir à prêter serment sur l'Évangile de ne pas revenir. Il quitte clandestinement la Russie en mars 1732.

### Le bilan de son action en Russie
Les résultats de la mission de Jubé en Russie sont difficiles à évaluer avec précision, faute de sources objectives. En effet, les analyses de l'époque et celles effectuées par la suite ont été marquées par l'engagement de leurs auteurs.
Les sources d'époque sont représentées essentiellement par la correspondance de Jacques Jubé lui-même et sont par conséquent biaisées. Le curé d'Asnières, s'il a conscience de l'échec de sa démarche, estime avoir eu une influence importante et suffisante pour être craint par les opposants à un rapprochement des Églises. Il ne se fait toutefois pas d'illusions sur ses chances de succès, écrivant à ses amis parisiens : « On peut dire en général que l'entreprise est trop forte eu égard aux révolutions continuelles et à l'énorme autorité de ce pays-là, où les princes ne sont que d'illustres esclaves, comme le reste du peuple, et des paysans baptisés ; c'est Dieu seul qui nous a tous conservés et soutenus au milieu de tant de périls ».
Selon lui, son action a été profitable, puisque « quantité de personnes de grande condition, de popes ou curés, quelques archimandrites, même quelques évêques et une multitude de peuples se sont déclarés pour l'Église latine et contre le schisme et autres erreurs des Grecs ». Certes, Michel Mervaud souligne la tendance de Jubé à exagérer ses mérites et à donner à son entreprise plus d'ampleur qu'elle n'en a eue. Mais écarter toute réussite comme le fait, à la fin du XIXe siècle, l'historien jésuite Paul Pierling, en parlant de « précieux spécimen d'illusion à la fois et de crédulité », semble excessif. Pour Paul Pierling, Jacques Jubé savait pertinemment qu'il n'avait aucune chance de parvenir à rapprocher les Églises, et n'est allé en Russie que mandaté par une Sorbonne gallicane et janséniste dans le but d'y contrer l'influence des Jésuites. Autant il admire l'intelligence et le courage de Jacques Jubé, autant il estime son échec mérité.
Pour les commentateurs jansénistes du XVIIIe siècle, l'action de Jubé est vue comme s'inscrivant dans la suite directe de la visite de Pierre Ier à la Sorbonne en 1717 et Jacques Jubé ne porte donc pas le poids de son échec. Celui-ci est imputé aux Russes. Dans la revue les Annales philosophiques de 1800, les rédacteurs estiment qu'il n'avait aucune chance de réussir, par manque d'autorité et de soutien officiel.
Quelques années après la publication de La Sorbonne et la Russie (1882), Paul Pierling doit faire face à une petite polémique venant d'Émile Haumant, professeur de russe à la Sorbonne. Celui-ci élargit l'action de Jubé à une volonté de la Sorbonne d'ancrer la Russie à l'Europe occidentale. Jubé entrerait dans une logique d'occidentalisation de la société russe : « des docteurs de Sorbonne pouvaient penser que faire les Russes catholiques, c'était les faire Européens d'Occident, et beaucoup de Russes l'ont pensé ». Haumant trouve les questions théologiques de maigre importance face au contact entre la Russie et l'Occident que représente Jubé et replace celui-ci dans la lignée de toute une chaîne de voyageurs occidentaux et catholiques en Russie.
Michel Mervaud souligne de son côté l'originalité de l'action de Jubé comparée à celle des autres « missionnaires » en Russie à cette époque : il passe trois ans dans le pays, et établit de solides contacts qui donnent à la Sorbonne une réputation de sérieux et d'ouverture dans le clergé russe. La réunion des Églises étant un thème récurrent des relations informelles entre Églises catholique et orthodoxe, son action  peut donc être considérée comme une des tentatives les plus sérieuses de cette époque. Andreï Shishkin et Boris Uspensky considèrent même qu'il y avait de réelles perspectives d'union, à cause de l'attirance pour le catholicisme d'une part grandissante de la haute noblesse avant le règne d'Anna Ivanovna.
Par la suite, l'idée de l'union continue à faire son chemin. En 1735, la Sacrée congrégation pour la propagation de la Foi envoie un prêtre dalmate en Russie qui, comme l'avait fait Jubé, surestime quelque peu l'esprit d'ouverture des Russes. Les échanges se poursuivent cependant sous les règnes de Catherine II et de Paul Ier. Des catholiques allemands tentent également des rapprochements au milieu du XIXe siècle, et les théories de Vladimir Soloviev peuvent être également rapprochées de ce mouvement continu pour l'union. Mais de façon systématique les volontés politiques russes de rapprochement, soumises à l'approbation du synode russe, sont bloquées par ce dernier.

## Le retour aux Pays-Bas
Il aurait, selon certaines sources, quitté la Russie « enveloppé dans un ballot de marchandises », mais cela est peu vraisemblable. Il est en revanche probable que son voyage de retour, clandestin au début, est pénible et périlleux. Grâce à un guide qui le fait passer par des chemins détournés, Jubé atteint Varsovie le 20 mars 1732. Il y trouve l'hospitalité de l'archevêque de Gniezno et primat de Pologne, qui l'autorise à dire la messe. Par cet intermédiaire, il rencontre l'ambassadeur de France ainsi que d'autres personnes de haut rang. Mais les Jésuites locaux signalent sa présence au nonce et ne manquent pas de faire remarquer à l'ambassadeur que la Cour de France serait certainement mécontente d'apprendre qu'il entretient des relations cordiales avec un prêtre janséniste. Craignant d'être expulsé, Jacques Jubé se décide donc à repartir à la fin du mois d'avril 1732, utilisant cette fois une voiture à cheval fournie par des amis polonais.
Son voyage le ramène aux Pays-Bas où il arrive à la fin mai 1732.
Jacques Jubé ne souhaite pas revenir en France. Il l'écrit à ses amis, à sa famille : il n'est pas question pour lui de se soumettre à la Bulle Unigenitus et il n'accepterait aucun compromis.
Son voyage « en Moskovie » lui attire la curiosité de certains personnages de haut rang, mais il reste discret en public sur ce sujet. Intransigeant, il reprend immédiatement ses activités polémiques et ses travaux de recherches théologiques. Aux Pays-Bas, il publie surtout des ouvrages jansénistes en français à l'intention du public francophone, mais aussi des traductions en hollandais destinées à l'Église vieille-catholique d'Utrecht.
La situation du jansénisme en France l'inquiète : depuis la mort du diacre François de Pâris, le mouvement des convulsionnaires divise les jansénistes entre ceux qui y voient l'œuvre divine et ceux qui sont plus circonspects. Il est difficile de savoir où se situe Jacques Jubé dans cette période de tourmente. S'il recommande à son neveu, prêtre, de fréquenter le très figuriste abbé d'Étemare, s'il vante la sainteté de François de Pâris et voit dans les miracles survenus lors de séances de convulsions le « doigt de Dieu », il n'est jamais un défenseur acharné de l'« Œuvre des convulsions ».
En revanche, il combat vigoureusement la division des jansénistes. Dans des lettres enflammées, il les exhorte à se réunir et à ne pas perdre de vue le véritable combat : la lutte contre la Bulle Unigenitus : 

« Au lieu de cette armée de défenseurs de la vérité rangés en bataille et si terrible à ses ennemis, ce n'est plus qu'une armée dérangée, des troupes éparses, sans tête, sans chef, sans discipline, les uns se retranchent dans un poste, les autres dans un autre, chacun se bat, se défend, se cantonne comme bon lui semble, il attaque un poste des siens également comme un poste ennemi, tire sur ses propres troupes comme sur des adversaires, tandis que le vrai ennemi se rit de ces choses parce que sans coup férir il gagne autant de victoires qu'il voit livrer de combats, il souffle le feu de la division. […] Il faut unir ses forces contre la Bulle, cet énorme colosse. N'ayons ni repos ni quartier d'hiver que cet ennemi ne soit terrassé. Armons contre lui toute l'Écriture et la tradition, tous les canons des conciles, point de trêves et point de paix avec un tel ennemi. »

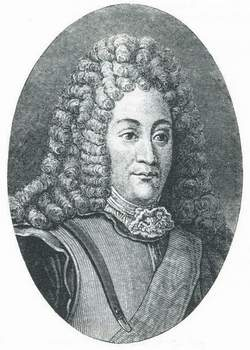
Le prince Vassili Loukitch Dolgoroukov (1672-1739), décapité sur ordre d'Anna Ivanovna.

De retour aux Pays-Bas, Jacques Jubé continue à suivre les affaires de Russie. Sa correspondance montre qu'il est préoccupé par la situation devenue périlleuse des catholiques et de ses anciennes relations sous le règne d'Anna Ivanovna. Pour lui,« les chers Moskovites ont un pressant besoin de nos prières ». Il est particulièrement affecté par le sort de la famille Dolgoroukov, dont il était très proche : Ivan Dolgorouki a été torturé et condamné à être roué, Vassili Loukitch a eu la tête tranchée et les autres membres de la famille ont été déportés à Bérézov, en Sibérie occidentale, et sont persécutés. Il s'efforce d'agir en faveur de la princesse Irène Dolgorouki par l'intermédiaire de l'archevêque de Giezno.
Il entretient une correspondance secrète avec la princesse, usant pour cela de mille précautions : les lettres sont envoyées depuis Amsterdam, transitent par Hambourg et sont adressées à une épouse de marchand français à Saint-Pétersbourg. Il envoie également des livres par l'intermédiaire d'un capitaine de vaisseau hollandais qui se rend tous les ans en Russie. Jubé veille aux intérêts financiers de la princesse en Europe et intervient pour elle à Londres. Mais, devant la difficulté de cette aide et les problèmes qui se posent (car les intermédiaires ne sont pas toujours fiables), il se décide, en 1737, à écrire à l'impératrice d'Autriche, amie de la princesse Irène, pour lui demander d'intervenir en sa faveur. Son projet de faire sortir clandestinement de Russie la princesse et sa famille reste cependant sans suite.

## Les dernières années
Au début des années 1740, Jubé continue à se préoccuper du sort de ses amis. Il effectue un voyage clandestin en France en 1742 où il reste quelques mois pour rencontrer les deux fils d'Irène Dolgorouki qui font leurs études à Paris. Son retour aux Pays-Bas par la mer est mouvementé en raison d'une tempête et Jubé raconte dans ses lettres la peur des marins qui viennent « sans espoir de vie, se ranger tous autour de moi dans la chambre du capitaine ».
Dans les mois qui suivent, les deux fils Dolgorouki mènent une vie de bohème bien éloignée des principes religieux que Jubé leur avait inculqués. Il revient donc à Paris — toujours clandestinement — en 1745 pour tenter de les ramener à une conduite plus vertueuse, se trouvant obligé de payer leurs dettes. Il est encouragé par le père des deux garçons, qui conseille à Jubé de ne leur donner que le strict nécessaire pour vivre frugalement et revenir à une vie vertueuse. Jacques Jubé les confie à un de ses amis, le chevalier de Folard, janséniste convulsionnaire, ancien membre des armées de Charles XII de Suède, qui leur tient des conférences militaires édifiantes.
Depuis son retour de Russie, la santé de cet homme vieillissant devient fragile. À plus de soixante ans, se déclare « un abcès à la tête qu'il rendrait par l'oreille et le nez, avec des maux de tête et des bourdonnements d'oreilles ». Une cure thermale à Aix-la-Chapelle conseillée par ses médecins ne le soulage pas.
Il endure ses souffrances en leur donnant un sens spirituel et elles raffermissent sa foi : 

« Pour moi, je suis toujours infirme, et c'est la suite de deux maladies que j'ai eues l'été passé. Rien n'est plus propre que cette situation pour n'être profondément occupé que de ce qui est éternel et pour ne pas faire cas de la vie au-dessus de sa juste valeur, en sentir le néant et ne s'en servir que pour s'assurer la conquête de celle qui doit durer toujours. »

Son voyage à Paris en 1745 est le dernier : malade, il est caché dans les environs de Paris, puis transporté en décembre 1745 à l'Hôtel-Dieu où il meurt le 19 ou le 20 décembre. Il est inhumé le lendemain dans le cimetière de la paroisse janséniste de Saint-Séverin à Paris.

## L'Œuvre de Jubé

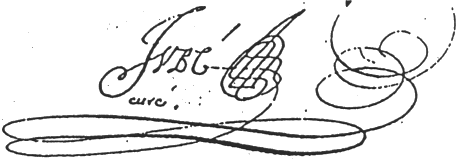
La signature de Jacques Jubé. Il n'existe pas de portrait connu de l'auteur.

Jubé a été un auteur prolifique. De ce fait et malgré quelques zones d'ombre, sa biographie est mieux connue que celle d'autres contemporains français ayant également voyagé en Russie et publié leurs récits. Outre une volumineuse correspondance (conservée à la bibliothèque municipale de Troyes), il a laissé de nombreux manuscrits signés ou non, dont certains ont été perdus.

### Les écrits religieux
Dans la première partie de sa vie, il compose surtout des écrits polémiques dans le cadre de la lutte janséniste contre la Bulle Unigenitus : c'est le cas du Pour et contre Jansenius touchant les matières de la grâce qui ouvre sa carrière de polémiste. Mais il s'illustre également contre les protestants en 1725, réagissant au pasteur Jacques Saurin, auteur d'un État du christianisme en France, ou lettres adressées aux catholiques romains, aux protestants temporiseurs et aux déistes par sa Lettre d'un curé de Paris à M. Saurin au sujet de son écrit intitulé État de la religion en France, en lui adressant le mandement du cardinal de Noailles, et deux lettres d'un médecin touchant le miracle arrivé dans la paroisse Sainte-Marguerite.
Il rédige avec Adrien Baillet une Vie de saints et laisse avant de mourir un Testament spirituel partiellement publié dans les Nouvelles ecclésiastiques du 30 octobre 1746. Dans ce testament, il réitère son acte d'appel contre la bulle Unigenitus, qui selon lui « blesse la religion jusques dans le cœur ».
Durant son séjour en Russie Jubé écrit longuement à ses paroissiens d'Asnières, notamment pour expliquer son départ. On lui doit aussi des études sur les conflits entre jansénistes survenus à l'occasion du mouvement des convulsionnaires, une Histoire et (la) politique de Tacite rendues sensibles, et un manuscrit composé vers 1736  proposant une lecture originale de la Bible en replaçant dans leur « ordre naturel » et leur « suite exacte » les faits « historiques » éparpillés dans la Bible, afin d'en éclaircir le texte. Selon lui, « il n'y a plus de nuages ni d'obscurité [...] les difficultés s'évanouissent [...]  ».
Jubé, dans une lettre adressée à son frère, parle de neuf volumes consacrés aux « pays du Nord ». Ces manuscrits ont connu des fortunes diverses : certains ont été probablement perdus. L'essentiel de ce qui reste des écrits touchant à la réunion des Églises orthodoxe et catholique est contenu dans l’Histoire et analyse du livre « De l'action de Dieu » de Laurent-François Boursier. Dans trois épais volumes in-8°, Boursier rassemble divers textes de Jubé dont deux occupent une place importante, l'un sur l'Église russe, et l'autre sur la réunion des « Grecs » à l'Église latine.
Outre cette publication de Boursier, il existe un Mémoire pour mettre au fait de ce qui regarde madame la princesse Dolgorouky, conservé à la bibliothèque municipale de Troyes.

### Les écrits documentaires

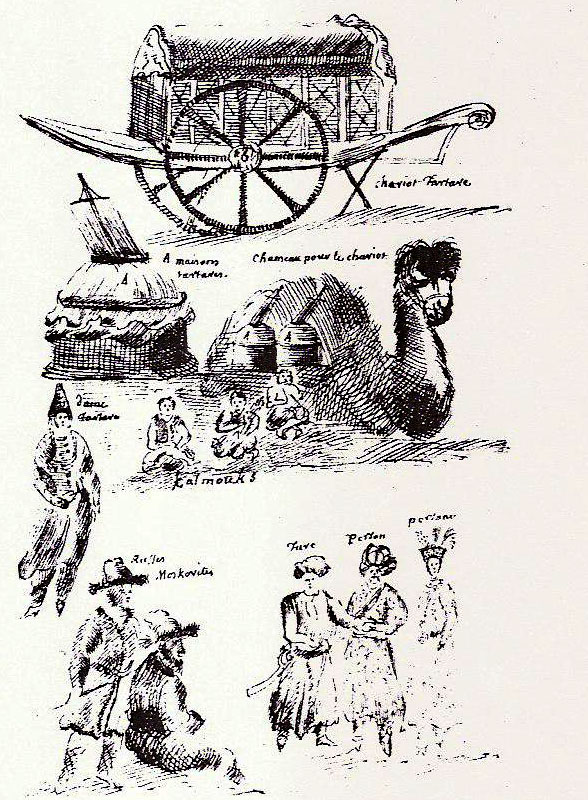
Les chameaux et les marchands orientaux

Le plus important des manuscrits consacrés aux « pays du Nord » est celui intitulé La religion, les mœurs et les usages des Moskovites, avec quelques particularités par rapport à leur schisme, dans la vüe de les réunir à l'Église Latine. Jubé y décrit son voyage vers la Russie, son séjour, les problèmes religieux qui l'occupent (notamment le thème de la réunion des Églises), ses relations avec les Russes et de nombreuses scènes de la vie quotidienne observées en Russie.

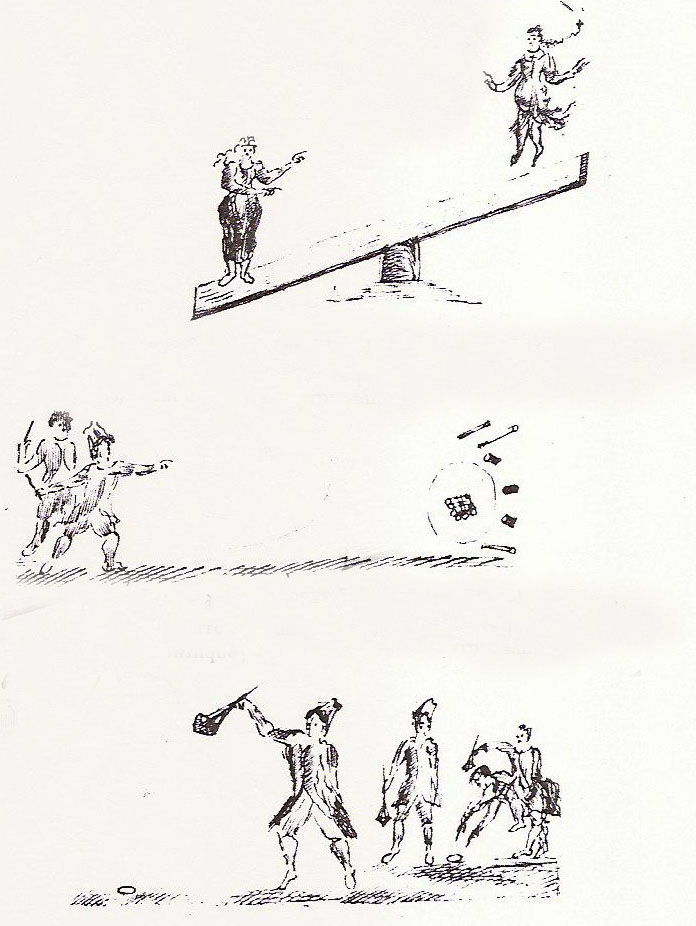
Les jeux

Ce manuscrit ne semble pas avoir été conservé dans les milieux jansénistes du XVIIIe siècle, mais il était mentionné dans d'autres textes comme ceux compilés par Boursier. Pour les historiens, l'œuvre était considérée comme perdue, jusqu'à ce qu'à la fin des années 1980, la bibliothèque municipale de Rouen inventorie ses fonds anciens, et découvre ce manuscrit au milieu d'un legs familial de la fin du XIXe siècle. Les conservateurs ont alors confié le texte à Michel Mervaud, historien de la Russie, et celui-ci en a réalisé l'édition critique en 1992.
Jacques Jubé lui-même indique qu'il a rédigé son texte de manière discontinue. Mervaud estime qu'il a été achevé en 1735, soit trois ans après le retour de Russie de l'auteur. Le plan n'en est pas rigoureux, et Jubé prévient qu'il « ne faut pas y chercher l'ordre qui serait à y désirer ».  Le manuscrit de Jubé est centré sur les problèmes religieux. Il porte un regard sévère sur la pratique religieuse des Russes. Il s'élève contre le culte des images et le faste mystérieux des cérémonies orthodoxes. Alors qu'il prônait à Asnières la simplicité et la participation des fidèles, il juge que les fidèles du culte orthodoxe n'ont pas de vraie spiritualité et sont gouvernés par les superstitions.

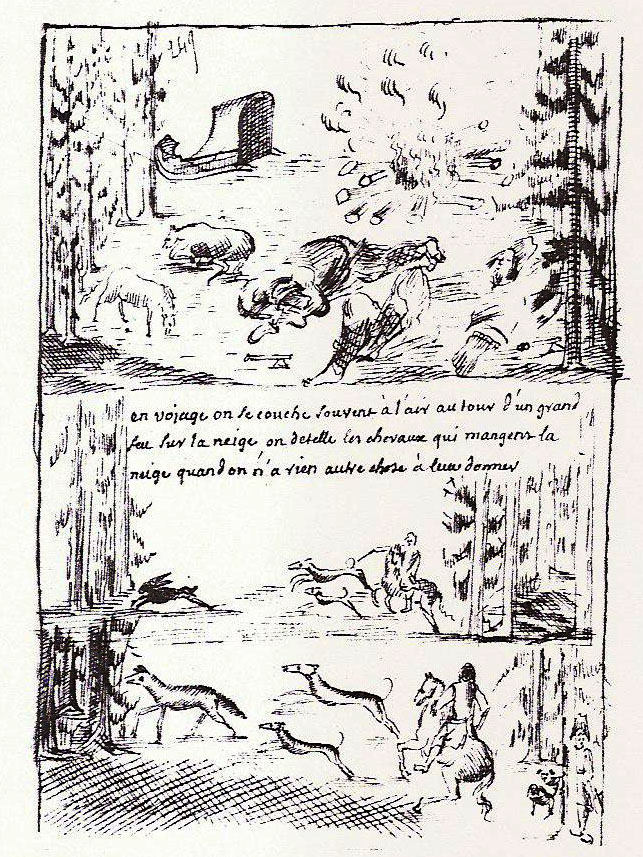
La chasse

Sur le plan culturel et social, son récit se distingue des autres récits antérieurs ou contemporains par l'absence de mépris envers les Russes. Il s'attache à décrire précisément ce qu'il voit, s'intéresse à la géographie, aux mœurs, à toutes les choses « exotiques » qu'il découvre. S'il porte parfois un jugement moral réprobateur (sur les bains publics par exemple), il prend néanmoins la peine de décrire des aspects de la vie quotidienne russe que très peu de voyageurs ont relatés avant lui. Michel Mervaud parle d'un « regard d'ethnographe » pour qualifier la manière dont Jubé observe la société russe. Il fait l'effort d'apprendre le russe, brosse des portraits tant de personnalités de la haute société que de petites gens, et raconte la vie quotidienne : chasses, châtiments corporels, enterrements, manœuvres militaires, marchands venus d'Orient. Son récit fourmille d'anecdotes et de détails.
Une des particularités de cette œuvre est le souci de son auteur de comprendre la société russe, contrairement à ses prédécesseurs : « Il n'ira pas jusqu'à idéaliser la Russie, comme le fera Voltaire, mais il témoigne à sa manière du changement d'optique dont bénéficie l'Empire du Nord au dix-huitième siècle. Il s'efforce d'être équitable, voulant éviter de faire injustice aux Russes ».
Jacques Jubé a agrémenté son récit de dessins à la plume, parfois maladroits, mais au but clairement documentaire. Il s'agit là d'une originalité dans les récits de voyage de cette époque et l'un des attraits de ce « tableau aux multiples facettes de la civilisation russe des années 1730. On y trouvera, nous dit-il lui-même, tout ce qu'on peut désirer pour se former une idée de ce vaste empire ».